# Vestkusten
Vestkusten var en ursprungligen svenskspråkig tidning, som utkom i Kalifornien åren 1887–2007.

## Historia
Under större delen av sin utgivningstid var den en veckotidning med San Francisco som utgivningsort. Den var främst en lokaltidning för svenskamerikaner i norra Kalifornien men innehöll också i notisform nyheter från svensk landsortspress. Tidningen ägdes och drevs under många år av svenskamerikanen Barbro Osher.
Vid nedläggningen uppgick Vestkusten i  tidningen Nordstjernan med redaktion i New York men med en del av upplagan tryckt i Kalifornien.
Vestkusten har digitaliserats och är sökbar på internet i CDNC (California Digital Newspaper Collection), som även innehåller digitaliseringar av många andra tidningar.[källa behövs]

### Urklipp

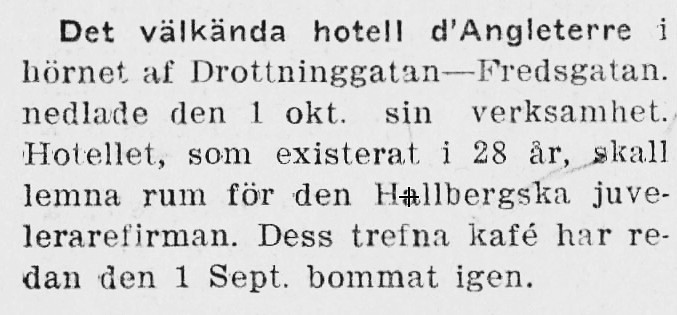
Ett urklipp från tidningen, 1918.
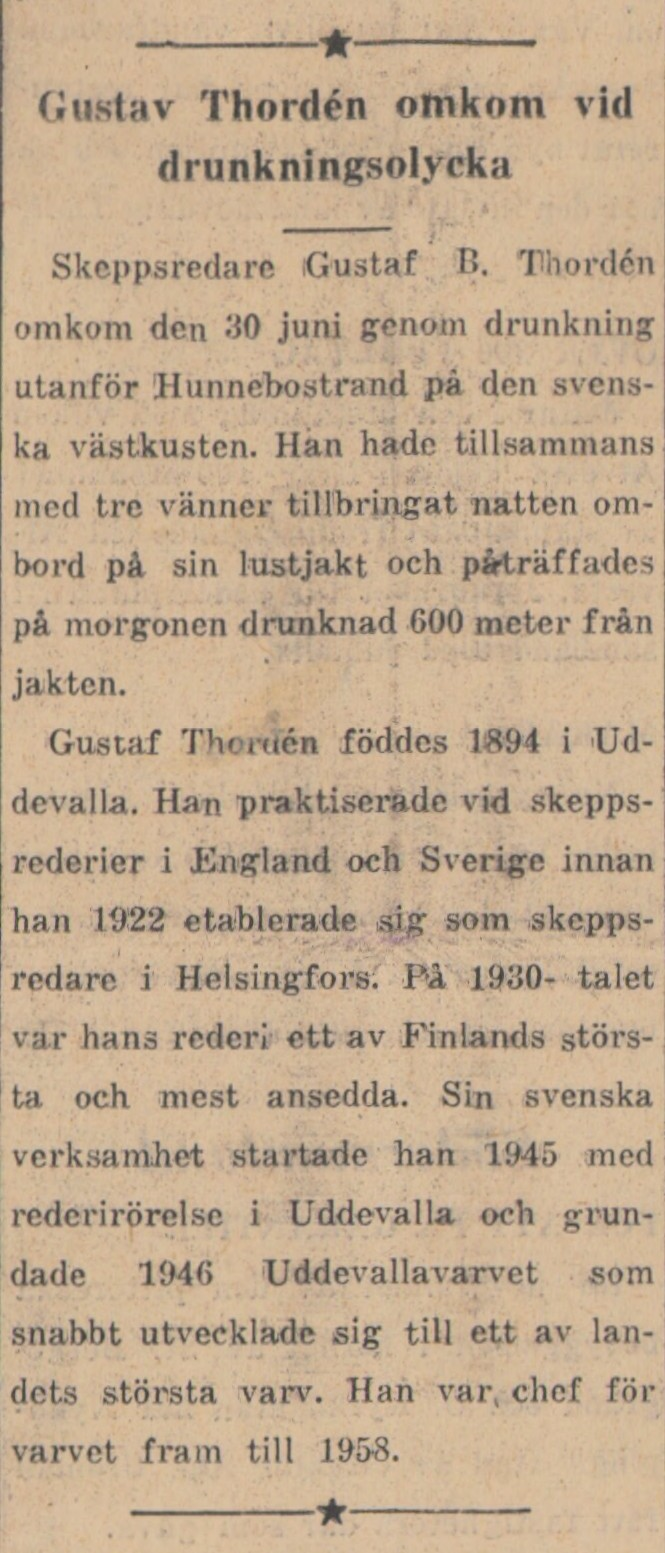
Ett urklipp om Gustaf B. Thordéns bortgång 1963.